# Boris Griszajew
Boris Griszajew, ros. Борис Андреевич Гришаев (ur. 21 czerwca 1930 w Stalingradzie, zm. w 1999) – radziecki lekkoatleta, długodystansowiec (maratończyk).
Wicemistrz Europy (1954).
Srebrny medalista igrzysk młodzieży i studentów (1955). 
Podczas igrzysk olimpijskich w Melbourne (1956) nie ukończył biegu maratońskiego.
Mistrz ZSRR (1954).
Był zawodnikiem Dynama Wołgograd.

## Rekordy życiowe
- maraton – 2:23:02 (1957)